# Cardiff City Football Club
Il Cardiff City Football Club (Clwb Pêl-droed Dinas Caerdydd in gallese), noto semplicemente come Cardiff City o anche solo come Cardiff, è una società calcistica gallese con sede nella città di Cardiff che milita nella Football League One, la terza divisione del campionato inglese.
Non avendo mai giocato nel campionato gallese di calcio, il Cardiff non ha mai rappresentato il Galles né nella Coppa dei Campioni né nella UEFA Champions League. Per le numerose vittorie in Coppa del Galles ha, invece, partecipato a 14 edizioni della Coppa delle Coppe (record), di cui 5 consecutive (dalla stagione 1967-1968 a quella 1971-1972, primato condiviso coi finlandesi del Lahden Reipas). Il risultato migliore ottenuto in tale competizione è stata la semifinale disputata nella stagione 1967-1968. Insieme all'Atalanta, è una delle due squadre ad aver disputato la semifinale di una competizione UEFA non militando in massima serie.

## Storia
Fondato nel 1899 come Riverside AFC, nel 1912 vinse per la prima volta la Coppa del Galles. Nel 1920 venne ammesso alla Football League, in Second Division, dal momento che il campionato gallese è nato solo nel 1992 (in precedenza tutte le squadre gallesi partecipavano a quello inglese). Nella prima stagione il Cardiff si mette subito in ottima luce, arrivando secondo in campionato, conquistando così la promozione in First Division e arrivando in semifinale di FA Cup.
L'impatto con la prima divisione inglese fu ottimo, con un quarto posto nel 1922 e un nono nel 1923; fu tuttavia nel 1924 che arrivò il massimo risultato di una squadra gallese nel campionato inglese, con il secondo posto a pari punti dell'Huddersfield Town F.C., perdendo il titolo solo per il peggior quoziente reti (a parità di differenza reti) con la squadra inglese.
Dopo di allora il Cardiff non ottenne altri risultati eccellenti in campionato arrivando però alla finale di FA Cup nel 1925, competizione poi vinta nel 1927, unica squadra non inglese nella storia ad essersi aggiudicato il prestigioso trofeo. Nello stesso anno vinse anche il Charity Shield. Nel frattempo continuò anche a giocare nella Coppa di Galles, vincendola per ben 5 volte negli anni venti.
Retrocesso in Second Division nel 1929, sprofondò addirittura in Third Division con l'ultimo posto nel 1931. Risalito fra i cadetti solo nel 1947, tornò in prima divisione con il secondo posto in campionato nel 1952; nella stagione del ritorno in massima serie, il miglior marcatore stagionale del club è Wilf Grant, autore di 26 reti.
Giocò l'ultima stagione in prima divisione nel 1962, tuttavia arrivò a giocare la semifinale di Coppa delle Coppe nel 1968 in virtù della vittoria in Coppa del Galles.
Dopo quest'ultimo exploit, addirittura a livello internazionale, la squadra sprofondò fino in Fourth Division negli anni ottanta e novanta, per poi ritornare in seconda divisione grazie alla vittoria ai supplementari dei play-off, contro il QPR, nella Second Division 2002-2003.
Nel 1993 ha vinto la sua ventiduesima e ultima Coppa del Galles, dalla quale è escluso dal 1995 in quanto non partecipa al campionato gallese. Ha vinto nel 2002 la FAW Premier Cup, competizione riservata a quelle squadre gallesi che giocano invece nel campionato inglese e alle migliori squadre gallesi di campionato e coppa.
Nella stagione 2007-2008 ha conquistato dopo 81 anni l'accesso alla finale di FA Cup, dove è stata battuta per 1-0 dal Portsmouth. Nella stagione 2009-2010 sfiora la promozione in Premier League, perdendo la finale dei playoff contro il Blackpool per 3-2.
Nella stagione 2011-2012, militando in Championship, ha raggiunto la finale di Coppa di Lega inglese, eliminando dal torneo il Blackburn, squadra della Premier League, tre compagini di pari categoria e due di categorie inferiori. Nella finale giocata a Wembley contro il Liverpool, riesce a terminare la partita sul 2-2 (dopo i tempi supplementari); ai calci di rigore i Bluebirds vengono però sconfitti dalla formazione del Merseyside. Al termine della stagione accede, grazie al sesto posto in campionato, ai play-off valevoli per l'accesso alla Premier League, nei quali però viene eliminato in semifinale dal West Ham.
Nel 2012, il Cardiff cambia i colori della divisa casalinga, passando dal tradizionale blu, bianco e giallo al rosso e nero: è la prima volta che il club non indossa il blu come colore principale dal 1908. Anche lo stemma viene sostituito con uno nel quale il drago gallese è più prominente del tradizionale uccello azzurro. Queste modifiche sono state apportate per rendere internazionale il brand della società che attraverso un piano di investimenti presentato dal presidente Vincent Tan, avrebbe dovuto aprire nuovi mercati economici. Nella stagione 2012-2013 riesce a conseguire la promozione in Premier League con alcune giornate di anticipo, grazie al primo posto ottenuto nel Championship. Torna così a giocare in massima serie a 51 anni di distanza dall'ultima volta. Nella stagione 2013-2014 si piazza ventesimo e ultimo in Premier League, tornando così in Championship dopo un solo anno. 
Il rebranding ha provocato una forte opposizione da parte dei fan, che hanno organizzato marce e manifestazioni di protesta per esprimere il loro disappunto per i cambiamenti. Nonostante Tan abbia dichiarato in precedenza che il club sarebbe tornato a vestirsi di blu solo se fosse stato trovato un altro proprietario, il 9 gennaio 2015, dopo tre stagioni il club ha ripristinato il kit di casa blu con un kit da trasferta rosso per creare una "continuità" con la proprietà. Nel marzo 2015, viene annunciato un nuovo stemma che riporta il Bluebird in primo piano ed un drago cinese che sostituisce il drago gallese standard.
Le tre stagioni seguenti vedono il Cardiff piazzarsi undicesimo, ottavo e dodicesimo in seconda serie. 
Nella stagione 2017-2018, sotto la guida di Neil Warnock, la squadra si piazza seconda e riguadagna la promozione in massima divisione. La stagione 2018-2019 vede i Bluebirds retrocedere in Championship con una giornata di anticipo, dopo un solo anno. Nella stagione 2019-2020 si classifica quinta e accede ai playoff, dove viene eliminata in semifinale dal Fulham (0-2, 2-1). Nella stagione 2020-2021 arriva a nove punti dalla zona playoff. Dopo alcune annate trascorse nel campionato cadetto, nel 2025 la squadra retrocede in Football League One, piazzandosi all'ultimo posto in campionato.

## Colori e simboli
Nel giugno 2012, il nuovo proprietario malese Vincent Tan impone un cambio ai colori sociali del Cardiff, che dal blu passano al rosso.
Il cambio viene giustificato secondo esigenze di marketing. 
Con l'azione si vuole allargare il bacino dei tifosi dalla sola città di Cardiff a tutto il Galles: il rosso è infatti il colore tipico della nazione gallese e del drago "Y Ddraig Goch". Il drago ed il rosso vengono considerati simboli fortunati nel mondo orientale, ed utilizzarli significa maggiore possibilità di vendita del merchandising in quei paesi.
Questo cambiamento è stato osteggiato sia dai sostenitori dei Bluebirds sia da quelli dello Swansea (altra squadra, militante in Premier League, che rappresenta il Galles).
Ciò nonostante il cambio di colore è stato approvato per la stagione 2012-2013, ed il blu, che ha contraddistinto il Cardiff fin dalla sua fondazione nel 1908, è stato relegato alla sola divisa da trasferta.
Tuttavia durante la stagione 2014-2015 si è assistito ad un nuovo cambio di rotta da parte della proprietà malese che ha deciso di ripristinare il blu come colore principale della divisa casalinga, relegando il rosso a quello del secondo completo; inoltre è stato annunciato il ritorno del Bluebird all'interno dello stemma societario.

### Simboli ufficiali

#### Stemma

Lo stemma utilizzato fino al 2012
Lo stemma utilizzato dal 2012 al 2015
Lo stemma utilizzato dal 2015

## Strutture

### Stadio

#### Il Ninian Park

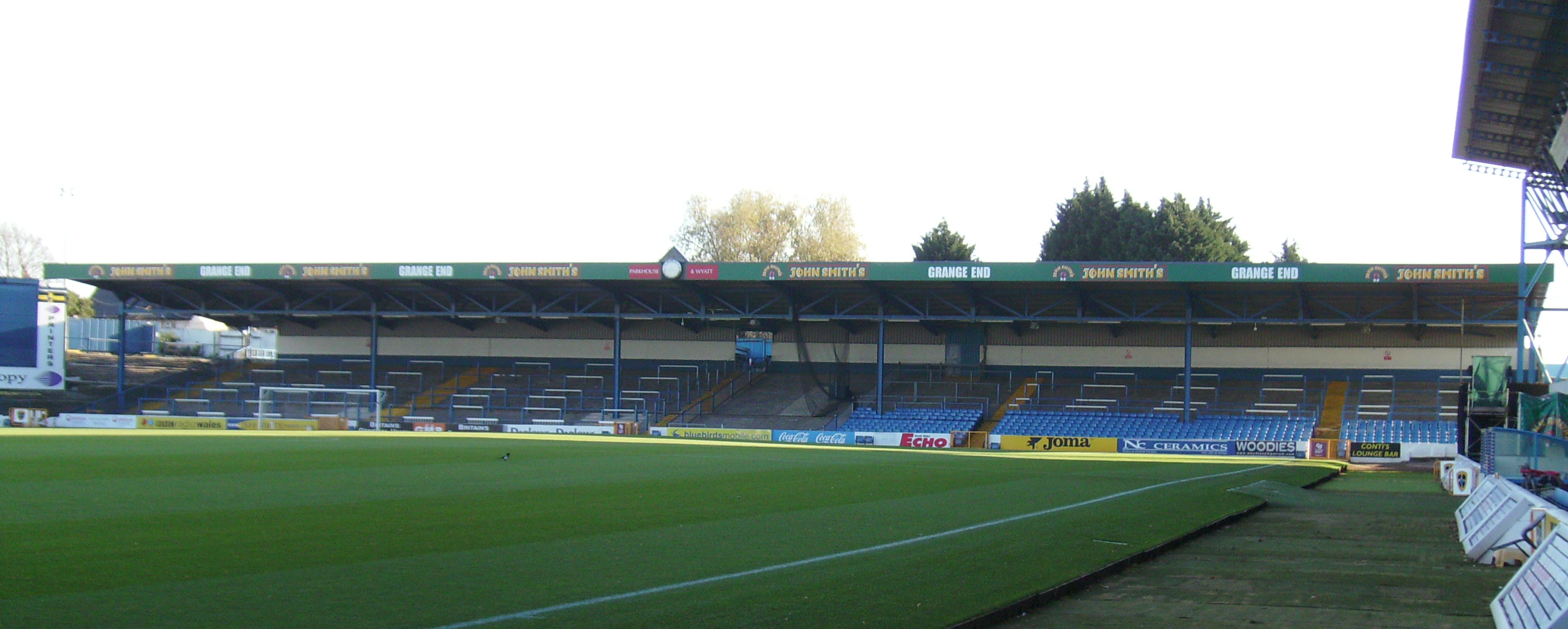
L'interno del Ninian Park

Il primo stadio del Cardiff City fu il "Sophia Gardens" un parco dove giocarono dalla loro fondazione risalente al 1899 fino al 1910 quando, a causa delle scarse condizioni strutturali del campo e del sempre crescente numero di sostenitori, Bartley Wilson contattò Bute Estate, che controllava buona parte del territorio di Cardiff ai tempi, affinché venisse trovato il giusto luogo per costruire il nuovo stadio. Lo trovarono inizialmente in Sloper Road, territorio che inizialmente doveva ospitare una discarica e che richiedeva un intenso lavoro per rendere il territorio compatibile allo scopo di costruirci un campo da calcio sopra, ma con l'assistenza della Cardiff Corporation e di volontari il lavoro venne completato. Lo stadio venne inizialmente chiamato Sloper Park ma fu poi nominato in onore di Lord Ninian Crichton-Stuart, che diede in grande aiuto finanziario nella costruzione di quest'ultimo, e così diventò Ninian Park.
Il record di spettatori è di ben 57.893 tifosi, che vennero raggiunti in un match di campionato contro l'Arsenal il 22 aprile 1953. Il record è imbattuto da più di cinquant'anni e sarà impossibile batterlo dato che durante gli anni settanta ed ottanta a causa dei ridimensionamenti per la sicurezza, dopo gli incidenti dell'Heysel e di Hillsborough, lo stadio vide ridurre la sua capacità a soli 22.000 posti.

#### Il nuovo stadio

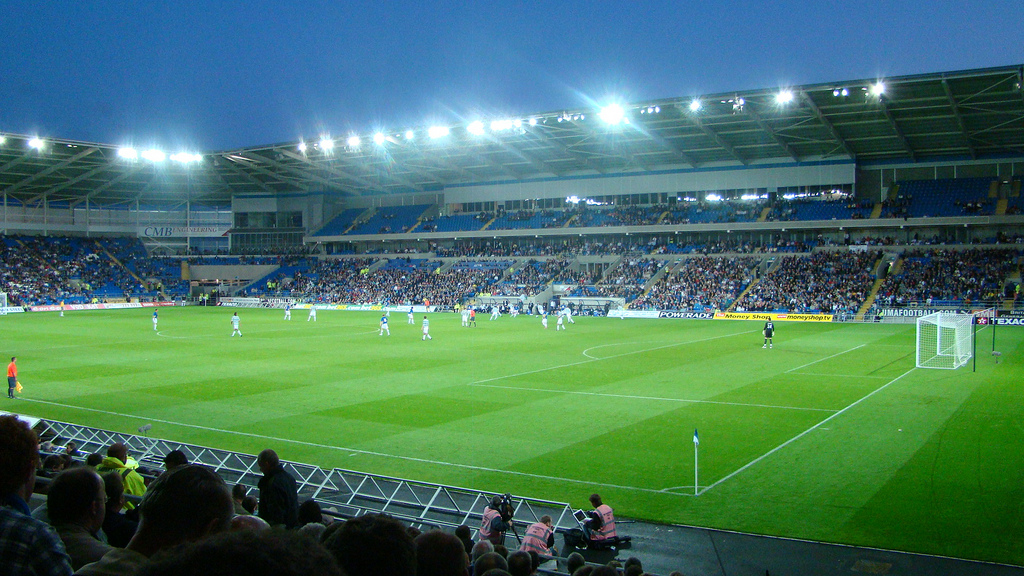
L'interno del nuovo stadio del Cardiff City

Nel giugno 2009, la città di Cardiff completò un nuovo stadio da 26.500 posti a sedere sul sito dell'ormai demolito "Cardiff Athletics Stadium".
I lavori per il nuovo Cardiff International Sports Stadium cominciarono nel gennaio 2007, questi terminarono ufficialmente nel gennaio 2009, contando esattamente due anni di lavoro. Il nuovo stadio, nominato "Cardiff City Stadium", aprì le porte ai tifosi nel luglio 2009. Questo è dopo il più celebre Millennium Stadium il secondo "ground" più grande di tutto il Galles.
Per festeggiare l'inaugurazione del nuovo stadio il Cardiff giocò due amichevoli di lusso, la prima contro gli scozzesi del Celtic il 22 luglio 2009, la seconda il primo di agosto contro gli spagnoli del Valencia. La prima partita di campionato giocata l'8 agosto 2009 contro lo Scunthorpe United, vide il Cardiff vincere per 4-0. Il primo incontro di Carling Cup venne giocato l'11 agosto 2009 contro il Dagenham & Redbridge dove i Bluebirds si imposero per 3-1.

## Allenatori
- Davy McDougall (1910 - 1911)
- Fred Stewart (1911 - 1933)
- Bartley Wilson (1933 - 1934)
- B. Watts-Jones (1934 - 1937)
- Bill Jennings (1937 - 1939)
- Cyril Spiers (1939 - 1946)
- Billy McCandless (1946 - 1948)
- Cyril Spiers (1948 - 1954)
- Trevor Morris (1954 - 1958)
- Bill Jones (1958 - 1962)
- George Swindin (1962 - 1964)
- Jimmy Scoular (1964 - 1973)
- Lew Clayton (1973) (ad interim)
- Frank O'Farrell (1973 - 1974)
- Jimmy Andrews (1974 - 1978)
- Richie Morgan (1978 - 1981)
- Graham Williams (1981 - 1982)
- Len Ashurst (1982 - 1984)
- Jimmy Goodfellow /   Jimmy Mullen (1984) (ad interim)
- Jimmy Goodfellow (1984)
- Alan Durban (1984 - 1986)
- Jimmy Mullen (1986) (ad interim)
- Frank Burrows (1986 - 1989)
- Len Ashurst (1989 -1991)
- Eddie May (1991 -1994)
- Terry Yorath (1994 -1995)
- Eddie May (1995)
- Kenny Hibbitt (1995 - 1996)
- Phil Neal (1996)
- Kenny Hibbitt (1996) (ad interim)
- Russell Osman (1996 - 1998)
- Kenny Hibbitt (1998) (ad interim)
- Frank Burrows (1998 - 2000)
- Billy Ayre (2000)
- Bobby Gould (2000 - 2001)
- Alan Cork  (2001 - 2002)
- Lennie Lawrence (2002 - 2005)
- Dave Jones (2005 - 2011)
- Malky Mackay (2011 - 2013)
- David Kerslake (2013 - 2014) (ad interim)
- Ole Gunnar Solskjær (2014 - 2014)
- Scott Young /   Daniel Gabbidon (2014 - 2014) (ad interim)
- Russell Slade (2014 - 2016)
- Paul Trollope (2016 - 2016)
- Neil Warnock (2016 - 2019)
- Neil Harris (2019 - 2021)
- Mick McCarthy (2021)
- Steve Morison (2021-2022)
- Mark Alexander Hudson (2022-2023)
- Dean Whitehead (2023) (ad interim)
- Sabri Lamouchi (2023-in corso)

## Calciatori

### Giocatori celebri

#### Riconoscimenti
- PFA Team of the Year
  - 2003  Graham Kavanagh,  Robert Earnshaw (Second Division)
  - 2004  Danny Gabbidon,  Robert Earnshaw (First Division)
  - 2007  Michael Chopra (Championship)
  - 2009  Joe Ledley,  Roger Johnson (Championship)

## Palmarès

### Competizioni nazionali
- Coppa d'Inghilterra: 1

1926-1927
- Charity Shield: 1

1927
- Campionato inglese di seconda divisione: 1

2012-2013
- Third Division South: 1

1946-1947
- Campionato inglese di quarta divisione: 1

1992-1993
- Coppa del Galles: 22

1911-1912, 1919-1920, 1921-1922, 1922-1923, 1926-1927, 1927-1928, 1929-1930, 1955-1956, 1958-1959, 1963-1964, 1964-1965, 1966-1967, 1967-1968, 1968-1969, 1969-1970, 1970-1971, 1972-1973, 1973-1974, 1975-1976, 1987-1988, 1991-1992, 1992-1993
- FAW Premier Cup: 1

2001-2002
- Southern Football League: 1

1912-1913 (2ª Divisione)
- Centenary Cup: 1

1999
- Algarve Challenge Cup: 1

2008
- VansDirect Cup: 1

2008 (condiviso)

### Altri piazzamenti
- Coppa del Galles:

Finalista: 1928-1929, 1938-1939, 1950-1951, 1959-1960, 1971-1972, 1974-1975, 1976-1977, 1981-1982, 1993-1994, 1994-1995

## Statistiche e record

### Partecipazione ai campionati
Alla stagione 2024-2025 il Cardiff City ha ottenuto le seguenti partecipazioni ai campionati nazionali inglesi:
| Livello | Categoria                                              | Partecipazioni | Debutto   | Ultima stagione | Totale |
| ------- | ------------------------------------------------------ | -------------- | --------- | --------------- | ------ |
| 1º      | First Division / Premier League                        | 17             | 1921-1922 | 2018-2019       | 17     |
| 2º      | Second Division / Football League Championship         | 52             | 1920-1921 | 2024-2025       | 52     |
| 3º      | Third Division / Second Division / Football League One | 20             | 1931-1932 | 2025-2026       | 20     |
| 4º      | Fourth Division / Third Division / Football League Two | 9              | 1986-1987 | 2000-2001       | 9      |

### Partecipazioni nelle competizioni internazionali
Tabella aggiornata alla fine della stagione 2022-2023.
| Competizione      | Trofeo | Debutto   | Ultima stagione | Miglior risultato | Partecipazioni | G  | V  | N  | P  | RF | RS |
| ----------------- | ------ | --------- | --------------- | ----------------- | -------------- | -- | -- | -- | -- | -- | -- |
| Coppa delle Coppe |        | 1964-1965 | 1993-1994       | Semifinale        | 14             | 48 | 15 | 14 | 19 | 66 | 61 |

## Tifoseria

### Gemellaggi e rivalità
Le rivalità principali del Cardiff City in questi ultimi 25 anni hanno coinvolto principalmente le "cugine" gallesi del Newport County e lo Swansea City che giocano nella federazione calcistica inglese; nell'aprile 2006 i rapporti tra tifosi del Cardiff e dello Swansea non furono aiutati dalla vittoria dello Swansea della finale di Football League Trophy contro il Carlisle United per 2-1 nel Millennium Stadium di Cardiff. Durante le celebrazioni, Lee Trundle e Alan Tate mostrarono una bandiera gallese, con sopra scritte oscenità anti-Cardiff; Trundle inoltre vestì una T-shirt con sopra un'immagine di un giocatore dello Swansea che urinava su una maglia del Cardiff City.
La Football Association of Wales (FAW) disse che le immagini delle celebrazioni, effettuate il 2 aprile al Millennium Stadium di Cardiff, furono "estremamente offensive e del tutto inaccettabili". Dopo la sentenza della commissione di inchiesta i due giocatori in questione vennero arrestati dalla Polizia per pubbliche offese, multati per £2 000, e squalificati per una giornata. Lee Trundle ha curiosamente in seguito militato per i rivali inglesi del Cardiff, il Bristol City. Le rivalità con il Wolverhampton, sono nate dopo scontri violenti, nelle stagioni passate, che portarono a 17 arresti.
Un sondaggio del 2019 ha inoltre mostrato come numerosi tifosi del Cardiff considerino propri rivali le tifoserie del Bristol City ed in minor misura del Bristol Rovers.

## Organico

### Rosa 2025-2026
Aggiornata al 29 luglio 2025.
| N. |                        | Ruolo | Calciatore      |
| -- | ---------------------- | ----- | --------------- |
| 2  | Inghilterra (bandiera) | D     | Will Fish       |
| 4  | Grecia (bandiera)      | D     | Dīmītrīs Goutas |
| 5  | Norvegia (bandiera)    | D     | Jesper Daland   |
| 6  | Inghilterra (bandiera) | C     | Ryan Wintle     |
| 7  | Paesi Bassi (bandiera) | C     | Anwar El Ghazi  |
| 8  | Inghilterra (bandiera) | C     | Joe Ralls       |
| 9  | Inghilterra (bandiera) | D     | Kion Etete      |
| 10 | Galles (bandiera)      | C     | Aaron Ramsey    |
| 11 | Irlanda (bandiera)     | C     | Callum O'Dowda  |
| 14 | Scozia (bandiera)      | C     | David Turnbull  |
| 17 | Nigeria (bandiera)     | D     | Jamilu Collins  |
| 19 | Inghilterra (bandiera) | A     | Chris Willock   |
| 21 | Inghilterra (bandiera) | P     | Jak Alnwick     |

| N. |                           | Ruolo | Calciatore            |
| -- | ------------------------- | ----- | --------------------- |
| 22 | Costa d'Avorio (bandiera) | A     | Yakou Méïté           |
| 23 | Irlanda (bandiera)        | C     | Joel Bagan            |
| 25 | Galles (bandiera)         | C     | Kieron Evans          |
| 27 | Galles (bandiera)         | C     | Rubin Colwill         |
| 32 | Inghilterra (bandiera)    | C     | Ollie Tanner          |
| 33 | Giappone (bandiera)       | D     | Ryōtarō Tsunoda       |
| 34 | Stati Uniti (bandiera)    | P     | Ethan Horvath         |
| 37 | Inghilterra (bandiera)    | D     | Vontae Daley-Campbell |
| 38 | Inghilterra (bandiera)    | D     | Perry Ng              |
| 39 | Galles (bandiera)         | A     | Isaak Davies          |
| 47 | Irlanda (bandiera)        | C     | Callum Robinson       |